# Markus Winkelhock
Markus Winkelhock, né le 13 juin 1980 à Stuttgart (Allemagne), est un pilote automobile allemand. Il est en 2007 l'un des pilotes essayeurs de l'écurie Spyker en Formule 1 et a fait ses débuts en Grand Prix à l'occasion du GP d'Europe au Nürburgring le 22 juillet.

## Biographie

### Les débuts

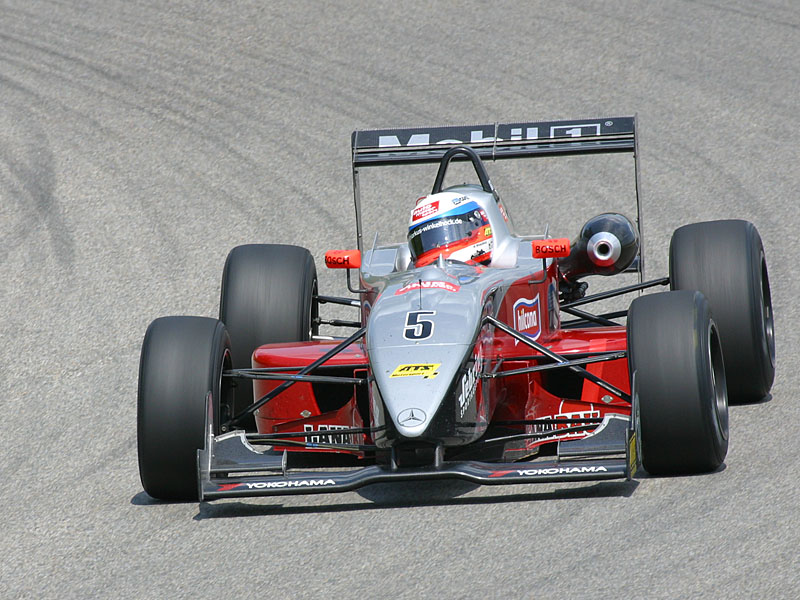
Markus Winkelhock dans le championnat d'Allemagne de F3 en 2002

Fils de l'ancien pilote de Formule 1 Manfred Winkelhock (décédé en 1985) et neveu de Joachim Winkelhock (également apparu en F1, et spécialiste des épreuves de tourisme dans les années 1990), Markus Winkelhock a commencé sa carrière en 1998 dans le championnat de Formule Köenig. Après la Formule Renault plus plusieurs saisons en Formule 3 (dans le championnat d'Allemagne, puis dans le championnat Euroseries en 2003), il rejoint en 2004 les rangs du DTM, avant de retrouver la monoplace en 2005 avec le championnat de Formule Renault 3.5 des World Series by Renault.

### La Formule 1
En 2006, Winkelhock accède à la Formule 1 en qualité de pilote essayeur. À ce titre, il participe aux essais du vendredi lors des GP de Bahrain, d'Australie, d'Allemagne et de Hongrie.
En 2007, il est pilote essayeur de l'écurie devenue Spyker F1, il effectue deux piges en DTM sur Audi (en remplacement d'Alexandre Prémat puis d'Adam Carroll) avant d'être titularisé par Spyker à l'occasion du Grand Prix d'Europe de F1 disputé sur le Nurburgring, en remplacement de Christijan Albers, limogé quelques jours plus tôt.
Qualifié bon dernier à près d'une seconde et demie de l'avant-dernier (son coéquipier Adrian Sutil), il fait le pari de s'élancer de la ligne des stands avec des pneus pluie, anticipant l'averse qui s'abat sur le circuit dans le premier tour. Cette stratégie lui permet de se hisser rapidement en tête de la course. Toujours en tête au moment où la direction de course décide d'interrompre l'épreuve, il s'élance donc en première position lors du deuxième départ, donné sous régime de voiture de sécurité. Logiquement, il se fait rapidement déborder par la plupart des concurrents, et abandonne quelques tours plus tard sur casse mécanique. Malgré ce coup d'éclat, il n'est pas en mesure de trouver le financement nécessaire pour conserver son volant qu'il cède à Sakon Yamamoto dès la course suivante.

### Après la Formule 1
En 2008, il court en DTM au volant d'une Audi A4 de l'Audi Sport Team Rosberg. Il reste dans la même équipe pour la saison 2009 et réalise son meilleur résultat en DTM au Nurburgring en finissant quatrième.
Il remporte les 24 Heures du Nürburgring en 2012 au volant d'une Audi R8 LMS ultra avec les Team Phoenix et les pilotes Marc Basseng, Christopher Haase et Frank Stippler. La même année, il devient champion du monde en FIA GT1 en compagnie de Marc Basseng sur une Mercedes-Benz SLS AMG GT3 de l'écurie All-Inkl.com Münnich Motorsport.
En 2014, toujours au volant d'une Audi R8 LMS ultra, il gagne de nouveau les 24 Heures du Nürburgring avec le Team Phoenix puis les 24 Heures de Spa avec le Belgian Audi Club Team WRT.
En 2017, il remporte de nouveau les 24 Heures du Nürburgring avec Land Motorsport, et s'impose pour la deuxième fois lors des 24 Heures de Spa avec Saintéloc Racing.

## Résultats

### 12 heures de Bathurst
| Année | Équipe                      | Coéquipiers                        | Voiture            | Catégorie | Tours | Pos. | Class Pos. |
| ----- | --------------------------- | ---------------------------------- | ------------------ | --------- | ----- | ---- | ---------- |
| 2024  | KFC / Jamec Racing Team MPC | Brad Schumacher Ricardo Feller     | Audi R8 LMS EVO II | A-PRO     | 216   | DNF  |            |
| 2022  | Audi Sport Team Valvoline   | Ricardo Feller Yasser Shahin       | Audi R8 LMS EVO II | A-PRO AM  | 285   | 7e   | 7e         |
| 2020  | Audi Sport Team Valvoline   | Kelvin van der Linde Mattia Drudi  | Audi R8 LMS        | A-PRO     | 308   | 18e  | 11e        |
| 2019  | Audi Sport Team Valvoline   | Christopher Mies Christopher Haase | Audi R8 LMS        | PRO-PRO   | 304   | 14e  | 9e         |
| 2018  | Valvoline Jamecpem          | Christopher Mies Christopher Haase | Audi R8 LMS        | PRO-PRO   | 238   | DNF  |            |
| 2017  | Jamec Pem Racing            | Frank Stippler Robin Frijns        | Audi R8 LMS        | PRO       | 6     | DNF  |            |
| 2016  | Phoenix Racing              | Laurens Vanthoor Alex Davison      | Audi R8 LMS        | PRO       | 296   | 4e   | 4e         |
| 2015  | Phoenix Racing              | Marco Mapelli Laurens Vanthoor     | Audi R8 LMS Ultra  | PRO       | 269   | 2e   | 2e         |
| 2014  | United Autosports           | Eric Lux Mark Patterson            | Audi R8 LMS Ultra  | A         | 294   | 6e   | 6e         |

### Résultats en DTM
| Année | Voiture                           | Équipe                       | Courses disputées | Victoires | Pole positions | Podiums | Records du tour | Points inscrits | Classement |
| ----- | --------------------------------- | ---------------------------- | ----------------- | --------- | -------------- | ------- | --------------- | --------------- | ---------- |
| 2004  | AMG-Mercedes CLK-DTM 2003         | Persson Motorsport           | 10                | 0         | 0              | 0       | 0               | 0               | 19e        |
| 2007  | Audi A4 DTM 2007 Audi A4 DTM 2005 | Abt Sportsline Futurecom TME | 7                 | 0         | 0              | 0       | 0               | 0               | 19e        |
| 2008  | Audi A4 DTM 2007                  | Team Rosberg                 | 11                | 0         | 0              | 0       | 0               | 6               | 12e        |
| 2009  | Audi A4 DTM 2008                  | Team Rosberg                 | 10                | 0         | 0              | 0       | 0               | 11              | 10e        |
| 2010  | Audi A4 DTM 2008                  | Team Rosberg                 | 11                | 0         | 0              | 0       | 0               | 7               | 12e        |

## Résultats en championnat du monde de Formule 1
| Saison | Écurie                      | Châssis | Moteur     | Pneus       | GP disputés | Tours en tête | Points inscrits | Classement |
| ------ | --------------------------- | ------- | ---------- | ----------- | ----------- | ------------- | --------------- | ---------- |
| 2007   | Etihad Aldar Spyker F1 Team | F8-VII  | Ferrari V8 | Bridgestone | 1           | 6             | 0               | n.c.       |